# پاین گپ
پاین گَپ (به انگلیسی: Pine Gap) نامی است که معمولاً برای یک پایگاه نظارت ماهواره‌ای ایالات متحده آمریکا و ایستگاه زمینی استرالیا در ۱۸ کیلومتر (۱۱ مایل) جنوب باختر شهر آلیس اسپرینگز در قلمرو شمالی در کشور استرالیا بکار می‌رود که به صورت مشترک بین آمریکا و استرالیا اداره می‌شود. از سال ۱۹۸۸ تاکنون نام رسمی این پایگاه، مرکز دفاع مشترک پاین گپ (به انگلیسی: Joint Defence Facility Pine Gap) بوده‌است. تا پیش از آن برای گمراه کردن، مرکز پژوهش دفاع فضایی مشترک (به انگلیسی: Joint Defence Space Research Facility) نامیده می‌شد.
بخشی از ایستگاه پاین گپ توسط آژانس اطلاعات مرکزی (سیا)، آژانس امنیت ملی، و دفتر ملی شناسایی، اداره می‌شود و یک پایگاه کلیدی برای آژانس امنیت ملی در تلاش برای رهگیری جهانی در برنامه اشلون است. دفتر ملی شناسایی، به پاین گپ، نام طبقه‌بندی‌شده ایستگاه مأموریت زمینی استرالیا (به انگلیسی: Australian Mission Ground Station) و آژانس امنیت ملی، نام صوری طبقه‌بندی‌نشده رِین‌فال (به انگلیسی: RAINFALL) را به آن داده‌است.

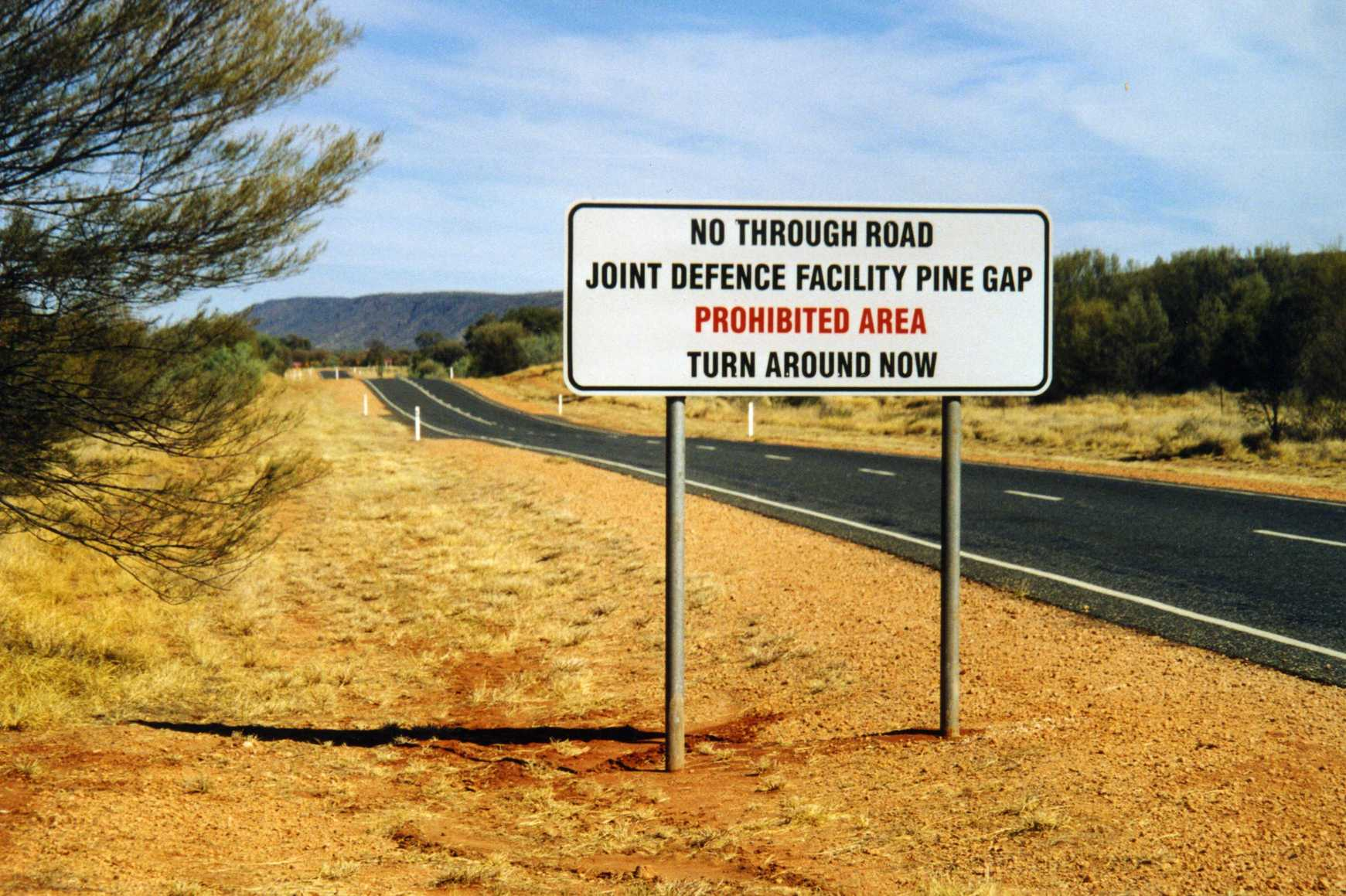
تابلوی هشدار منع ورود در راه منتهی به پاین گپ

## پایگاه
مراکز موجود در پاین گپ، شامل مجتمع رایانه‌ای بزرگ با ۳۸ آنتن‌پوش محافظ از دیش‌های رادیویی و بیش از ۸۰۰ کارمند می‌شود. کارمند آژانس امنیت ملی، دیوید روزنبرگ گفته که هنگامی که در پایین گپ کار می‌کرده، رئیس این پایگاه، یک افسر ارشد آژانس اطلاعات مرکزی (سیا) بوده‌است.: p 45–46 
موقعیت مکانی پاین گپ، اهمیت راهبردی دارد؛ زیرا ماهواره‌های جاسوسی آمریکایی که یک‌سوم از کره زمین (شامل چین، بخش‌های آسیایی روسیه، و خاور میانه) را پوشش می‌دهند کنترل می‌کند. علت انتخاب مرکز استرالیا این بود که از دسترس کشتی‌های جاسوسیِ رهگیر سیگنال‌ها در آب‌های بین‌المللی، در امان بود.: p xxi  پاین گپ، در اقتصاد محلی آن منطقه، نقش کلیدی دارد.

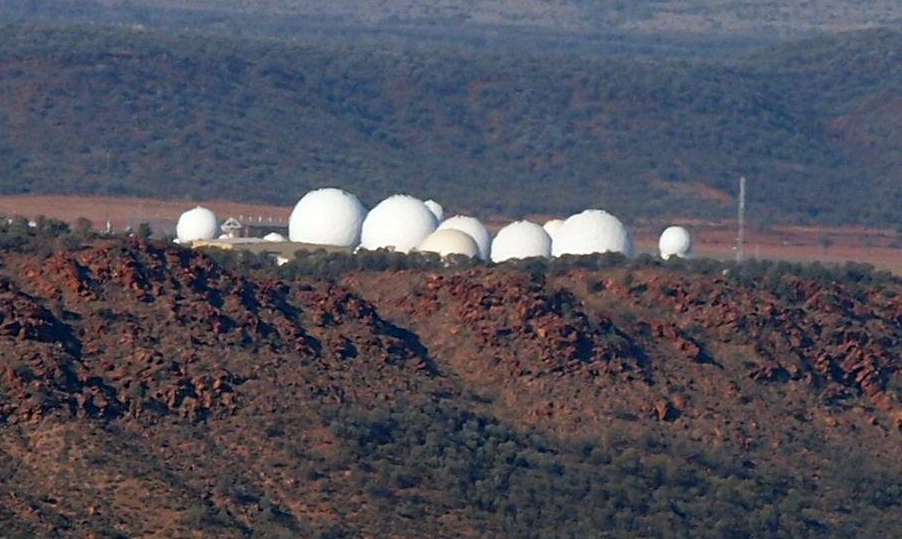

## تاریخچه عملیات‌ها
در اواخر سال ۱۹۶۶ در بحران جنگ سرد میان آمریکا و اتحاد جماهیر شوروی سوسیالیستی، یک پیمان مشترک بین آمریکا و استرالیا خواستار ایجاد پایگاه نظارت ماهواره‌ای آمریکا در استرالیا به نام «مرکز پژوهش دفاع فضایی مشترک» شد. در آغاز، به مردم گفته شد که آرمان این مرکز، «پژوهش فضایی» است. پاین گپ کار خود را در سال ۱۹۷۰ آغاز کرد و نزدیک به ۴۰۰ خانواده آمریکایی به استرالیای مرکزی، کوچ کردند.
از هنگام پایان جنگ سرد در سال ۱۹۹۱ و ظهور جنگ با تروریسم در سال ۲۰۰۱ پاین گپ از صِرفِ نظارت بر پیمان‌های هسته‌ای و شناسایی پرتاب موشک، به یک پایگاه جنگی حیاتی برای نیروهای مسلح ایالات متحده آمریکا تغییر کاربری داده‌است. در سال ۱۹۹۹ دولت استرالیا از ارائه جزئیات عهدنامه‌های مرتبط، به کمیته اطلاعاتی سنای استرالیا خودداری کرد. کارشناس اطلاعات، دِس بال از دانشگاه ملی استرالیا در خواست ارائه یک دید کلی از پاین گپ را داده بود. بر پایه دس بال از ۹ دسامبر ۱۹۶۶ که دولت‌های استرالیا و آمریکا پیمان پاین گپ را امضا کرده‌اند شمار آنتن‌های موجود در پایگاه پاین گپ از ۲ آنتن، به ۱۸ آنتن در ۱۹۹۹ و ۳۸ آنتن در سال ۲۰۱۷ رسیده‌است. همچنین شمار کارکنان از ۴۰۰ تن در اوایل دهه ۱۹۸۰ (میلادی) به ۶۰۰ تن در اوایل دهه ۱۹۹۰ (میلادی) و ۸۰۰ تن در سال ۲۰۱۷ رسیده، که بیشترین رشد از هنگام پایان جنگ سرد است.
دس بال، پاین گپ را ایستگاه پردازش و کنترل زمینی ماهواره‌های زمین‌آهنگ دخیل در گردآوری سیگنال‌های اطلاعاتی می‌داند و می‌گوید که چهار دسته اطلاعات، گردآوری می‌شوند:
- دوری‌سنجی توسعه جنگ‌افزارهای پیشرفته، مانند موشک‌های بالستیک، که برای تأیید کنترل سلاح استفاده می‌شود.
- سیگنال‌های به‌دست آمده از رادارهای پدافند موشکی و هوایی
- مخابرات مربوط به ماهواره‌های مخابراتی
- انتشار امواج ریزموج، مانند تلفن‌های راه‌دور

دس بال، محوطه عملیاتی پاین گپ را به سه بخش ۱) بخش نگهداری ایستگاه ماهواره‌ای ۲) بخش پردازش سیگنال و ۳) بخش واکاوی سیگنال تقسیم می‌کند که تا سال ۱۹۸۰ ورود استرالیایی‌ها به آن، ممنوع بود. امروز، رسماً ورود استرالیایی‌ها تنها به اتاق ملی رمزنگاری، ممنوع است (همانگونه که ورود آمریکایی‌ها به اتاق رمزنگاری استرالیایی‌ها ممنوع است). هر روز صبح، کمیته مشترک برنامه شناسایی تشکیل می‌شود تا تعیین کنند در ۲۴ ساعت آینده، کدام ماهواره‌ها عملیات نظارت را انجام خواهند داد.
با بستن پایگاه نورونگار (به انگلیسی: Nurrungar) در سال ۱۹۹۹ جایی در پاین گپ برای ایستگاه کنترل ماهواره‌های برنامه پشتیبانی دفاعی نیروی هوایی ایالات متحده آمریکا ساخته شد که با شناسایی گرمای پخش شده از موشک‌ها نخستین هشدار دربارهٔ پرتاب موشک‌های بالستیک را می‌دهد. در سال ۲۰۰۴ یک سامانه ماهواره‌ای تازه به نام سامانه فروسرخ فضابنیان در پاین گپ راه‌اندازی شد که عنصری حیاتی در دفاع موشکی ملی آمریکا است.
از هنگام پایان جنگ سرد، از پاین گپ، عمدتاً برای رهگیری و ثبت جنگ‌افزار و سیگنال‌های ارتباطی کشورهای آسیایی، مانند چین و کره شمالی استفاده شده‌است. از این پایگاه برای پشتیبانی در جنگ‌های یوگسلاو، افغانستان، عراق، و هر جنگ دیگری استفاده شده که آمریکا پس از حملات ۱۱ سپتامبر در آن درگیر بوده‌است.
از ایستگاه نیروی هوایی پادشاهی من‌وید هیل در بریتانیا که آژانس امنیت اداره می‌کند نیز به عنوان ایستگاه زمینی برای این ماموریت‌های ماهواره‌ای استفاده می‌شود.
یکی از کارکردهای اصلی پاین گپ، مکانیابی سیگنال‌های رادیویی در نیم‌کره خاوری با اطلاعات گردآوری شده‌ای است که به برنامه پهپادهای آمریکا داده می‌شود. این موضوع، نخستین‌بار در یک سند فاش شده آژانس امنیت ملی در سال ۲۰۱۳ آشکار شد که می‌گفت پاین گپ در فراهم‌آوری داده‌های مکانی با هدف اطلاعاتی، و همین‌طور نظامی (شامل حمله‌های هوایی) نقش کلیدی دارد.
در ۱۱ ژوئیه ۲۰۱۳ اسنادی که ادوارد اسنودن فاش کردند نشان دادند که پاین گپ به همراه سه محل دیگر در استرالیا و نیوزیلند در برنامه رهگیری جهانی و گردآوری ارتباطات تلفنی و اینترنتی آژانس امنیت ملی، دخیل هستند که سامانه‌هایی مانند ایکس‌کی‌اسکور را نیز دربرمی‌گیرد. خبرنگار، برایان توهی (به انگلیسی: Brian Toohey) می‌گوید که پاین گپ، در نتیجه فناوری‌ای که استفاده می‌کند ارتباطات شهروندان استرالیا، شامل تماس تلفنی، ایمیل، و دورنگار را رهگیری می‌کند.
بر پایه اسنادی که در اوت ۲۰۱۷ منتشر شدند از پاین گپ به عنوان یک ایستگاه زمینی برای جاسوسی ماهواره‌ای در دو مأموریت پنهانی استفاده می‌شود:
- مأموریت ۷۶۰۰ با دو ماهواره زمین‌آهنگ برای پوشش اوراسیا و آفریقا
- مأموریت ۸۳۰۰ با چهار ماهواره زمین‌آهنگ که شوروی، چین، جنوب آسیا، شرق آسیا، خاور میانه، خاور اروپا، و کشورهای اقیانوس اطلس را پوشش می‌دهد.

## اعتراض‌ها

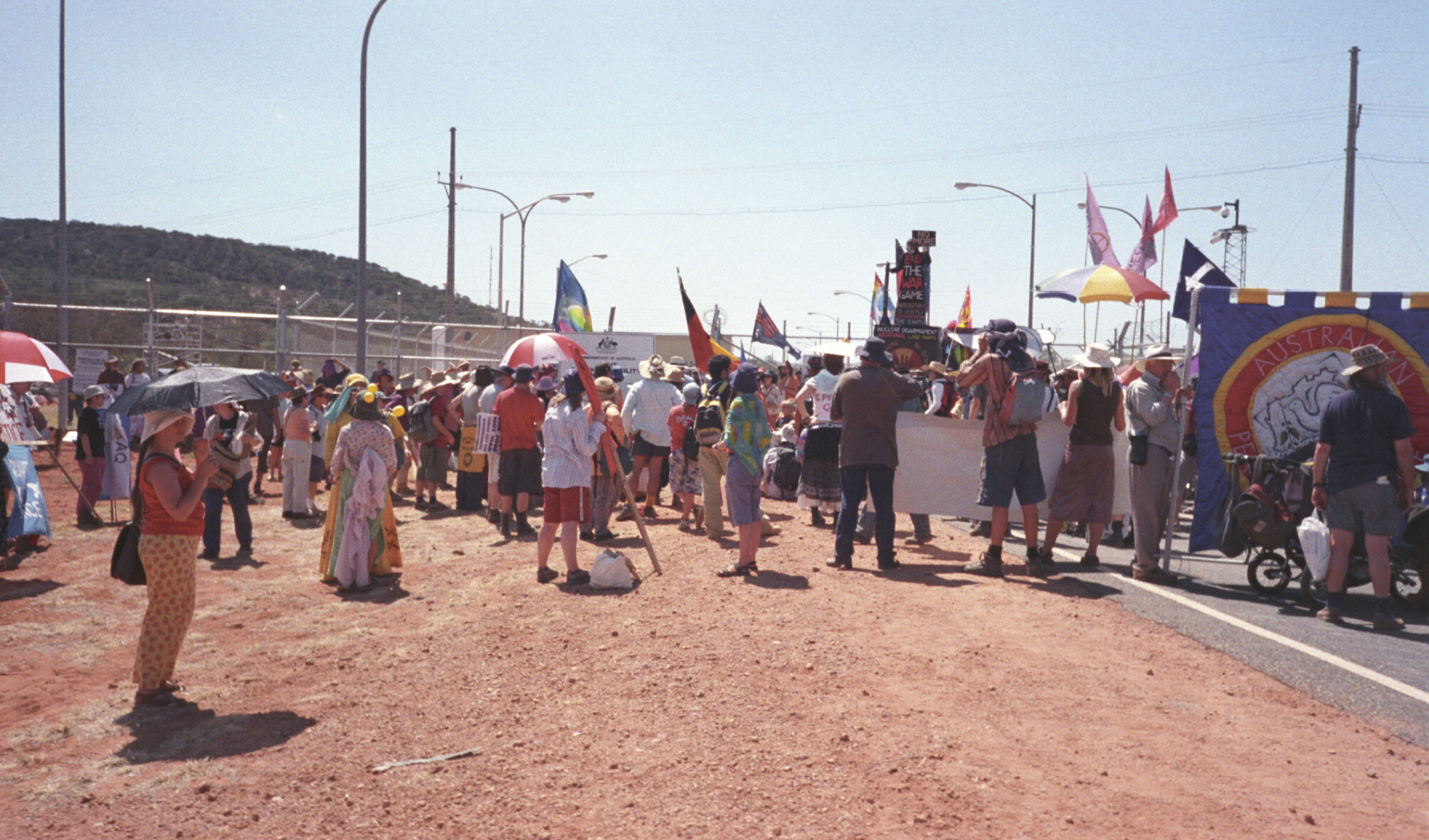
تظاهرات ضدخشونت جلوی دروازه ورودی پاین گپ در سال ۲۰۰۲

در ۱۱ نوامبر ۱۹۸۳ چند زن ابوریجینال به همراه ۷۰۰ زن دیگر به جلوی دروازه‌های ورودی پاین گپ رفتند و به نشانه روز بزرگداشت و ورود موشک‌های پرشینگ ۲ در گرینهام کامان در بریتانیا ۱۱ دقیقه سکوت کردند. این آغاز یک اردوی صلح دو هفته‌ای بود که تنها، زنان در آن شرکت می‌کردند و توسط «زنان برای بقا» برگزار می‌شد. این گردهمایی، بدون خشونت بود ولی در روز ۱۱۱ام چندین زن، بدون اجازه وارد پایگاه شدند. آنها پس از دستگیری، خود را کارن سیلک‌وود معرفی کردند. کارن سیلک‌وود یک کارمند صنعت هسته‌ای در آمریکا بود که به دنبال تلاش برای ایمنی هسته‌ای درگذشت. ادعاهایی مبنی بر خشونت پلیس و زخمی شدن یک عضو کمیسیون انرژی اتمی ایالات متحده آمریکا وجود دارند.
در دسامبر ۲۰۰۵ شش عضو گروه مسیحیان ضد همه‌گونه تروریسم اعتراضی را بیرون از پاین گپ ترتیب دادند. پس از آن، چهار تن از آنان، بدون اجازه وارد پایگاه شده و دستگیر شدند. دادگاه آنها در ۳ اکتبر ۲۰۰۶ برگزار شد. این، نخستین‌باری بود که از لایحه دفاع استرالیا (اقدامات ویژه) ۱۹۵۲ استفاده می‌شد. آن چهار نفر درخواست بازنگری و لغو محکومیت‌های خود را کردند. در فوریه ۲۰۰۸ درخواست تجدیدنظر این چهار تن پذیرفته شد و از اتهام‌های وارده تبرئه شدند.

## در فرهنگ عمومی
- در قسمت یازدهم فصل چهارم مجموعه تلویزیونی Outback Truckers دیده می‌شود که پیتر تیتُف Peter Teatoff (معروف به Turbo) ماشین‌آلات سنگینی را به مرکز دفاع مشترک پاین گپ تحویل می‌دهد.
- پاین گپ، نام و موضوع یک مجموعه تلویزیونی استرالیایی با همین نام بوده‌است. این مجموعه، یک تریلر سیاسی است که زندگی اعضای تیم اطلاعاتی مشترک استرالیایی-آمریکایی را به تصویر می‌کشد.